# Ligne 7 du métro de Nankin
La ligne 7 du métro de Nankin (chinois traditionnel : 南京地鐵七號線 ; chinois simplifié : 南京地铁七号线)  est une ligne qui est en service du métro de Nankin. C'est une ligne sud-nord qui relie le district de Qixia avec le district de Yuhuatai au sud. De Rue Xianxin à Xishanqiao, la ligne comporte 27 stations et 35,7 km en longueur.

## Histoire
| Section            | Section            | Date d'ouverture | Longueur km | Stations |
| ------------------ | ------------------ | ---------------- | ----------- | -------- |
| Rue Xianxin        | Rue Mufu Ouest     | 28 décembre 2022 | 35.7        | 27       |
| Rue Mufu Ouest     | Boulevard Yingtian |                  | 35.7        | 27       |
| Boulevard Yingtian | Xishanqiao         | 28 décembre 2023 | 35.7        | 27       |

## Caractéristiques

### Liste des stations
| Services               | Nom de station               | Nom de station | Nom de station                                 | Connexions              | Positionne à |
| Services               | Français                     | Chinois        | Anglais                                        | Connexions              | Positionne à |
| ---------------------- | ---------------------------- | -------------- | ---------------------------------------------- | ----------------------- | ------------ |
| Voie mère (en service) |                              |                |                                                |                         |              |
| 7-1                    | Rue Xianxin                  | 仙新路         | Xianxinlu (Xianxin Road)                       | Ligne8・Ligne14         |              |
| 7-2                    | Yaohuamen                    | 堯化門         | Yaohuamen                                      |                         |              |
| 7-3                    | Nouveau village de Yaohua    | 堯化新村       | Yaohuaxincun                                   |                         |              |
| 7-4                    | Dingjiazhuang Sud            | 丁家莊南       | Dingjiazhuangnan (Dingjiazhuang South)         |                         |              |
| 7-5                    | Dingjiazhuang                | 丁家莊         | Dingjiazhuang                                  |                         |              |
| 7-6                    | Wanshou                      | 萬壽           | Wanshou                                        | Ligne6                  |              |
| 7-7                    | Xiaozhuang                   | 曉莊           | Xiaozhuang                                     | Ligne1                  |              |
| 7-8                    | Montagne Mufu                | 幕府山         | Mufushan (Mufu Mountain)                       |                         |              |
| 7-9                    | Place Wutang                 | 五塘廣場       | Wutangguangchang (Wutang Square)               | Ligne3                  |              |
| 7-10                   | Rue Mufu Ouest               | 幕府西路       | Mufuxilu (Mufu West Road)                      |                         |              |
| 7-11                   | Rue Zhongfu                  | 鍾阜路         | Zhongfulu (Zhongfu Road)                       | Ligne9                  |              |
| 7-12                   | Rue Fujian                   | 福建路         | Fujianlu (Fujian Road)                         | Ligne5                  |              |
| 7-13                   | Gupinggang                   | 古平崗         | Gupinggang                                     |                         |              |
| 7-14                   | Caochangmen                  | 草場門         | Caochangmen                                    | Ligne4                  |              |
| 7-15                   | Qingliangshan                | 清涼山         | Qingliangshan (Qingliang Mountain)             | Ligne13                 |              |
| 7-16                   | Lac Mochou                   | 莫愁湖         | Mochouhu (Mochou Lake)                         | Ligne2                  |              |
| 7-17                   | Dashichating                 | 大士茶亭       | Dashichating                                   |                         |              |
| 7-18                   | Lac Nanhu                    | 南湖           | Nanhu                                          |                         |              |
| 7-19                   | Boulevard Yingtian           | 應天大街       | Yingtiandajie (Yingtian Avenue)                |                         |              |
| 7-20                   | Boulevard Mengdu Est         | 夢都大街東     | Mengdudajiedong (Mengdu Avenue East)           |                         |              |
| 7-21                   | Technopôle de ville nouvelle | 新城科技園     | Xinchengkejiyuan                               |                         |              |
| 7-22                   | Zhongsheng                   | 中勝           | Zhongsheng                                     | Ligne10                 |              |
| 7-23                   | Rue Jialingjiang Est         | 嘉陵江東街     | Jialingjiangdongjie (Jialingjiang East Street) |                         |              |
| 7-24                   | Rue Yongchu                  | 永初路         | Yongchulu (Yongchu Road)                       | Ligne S3・Tramway Qilin |              |
| 7-25                   | Rue Taiqing                  | 太清路         | Taiqinglu (Taiqing Road)                       |                         |              |
| 7-26                   | Rue Luotang                  | 螺塘路         | Luotanglu (Luotang Road)                       | Ligne2・Tramway Qilin   |              |
| 7-27                   | Xishanqiao                   | 西善橋         | Xishanqiao                                     | Ligne8・LigneS2         |              |